# Run-time system
Un Run-time system (o runtime system), in informatica, è un software che fornisce i servizi necessari all'esecuzione di un programma, pur non facendo parte in senso stretto del sistema operativo.
Esempi di runtime system sono:
- il software generato dal compilatore per la gestione dello stack
- la libreria software per la gestione della memoria (es. malloc)
- il codice che gestisce il caricamento dinamico e il linking
- il codice di debugging generato in compilazione o in esecuzione
- il codice di gestione dei thread di livello applicativo

Anche gli interpreti di codice e le macchine virtuali possono essere considerati runtime system, mentre servizi attivi in processi concorrenti sono considerati come middleware.